# 오서정
오서정(1995년 7월 23일 ~)은 대한민국의 배우다.

## 학력
- 명지전문대학 공연예술학부 연극영상전공 졸업

## 방송
- 슈퍼스타K4 (2012) - Top42
- 프로듀스 101 (2016) - 발표순위 49위
- 최악의 악 (2023)

## 영화
- 동건, 환경미화원 (2021) - 유영 역
- 화녀 (2021) - 세희 역
- 버려주어 고맙다 (2019) - 주연
- 인사이드 킥 (2018) - 친구 역
- 그 날의 분위기 (2017) - 수정 역

## 공연
- 스프링 어웨이크닝 - 일세 역
- 한 여름 밤의 꿈 - 허미어 역
- 오장군의 발톱 - 꽃분이 역
- 리처드 3세 - 요크공작부인 역
- 노부인의 방문 - 일의 아내 역
- 벚꽃동산 - 아냐 역
- 추억 속 그 계절, 머물다 - 나타샤 역